# Neognathorhynchus suecicus
Neognathorhynchus suecicus är en plattmaskart som beskrevs av Tor Karling 1956. Neognathorhynchus suecicus ingår i släktet Neognathorhynchus och familjen Gnathorhynchidae. Arten är reproducerande i Sverige. Inga underarter finns listade i Catalogue of Life.